# Верещагіна Алла Романівна
А́лла Рома́нівна Вереща́гіна (народилася 30 квітня 1939 в с.Великий Бобрик Краснопільського району Сумської області) —  хоровий диригент, педагог. Заслужений діяч мистецтв України.
Дочка Верещагіна Романа Івановича. Сестра Верещагіна Бориса Романовича та Верещагіна Ярослава Романовича, композитора (1948-1999). 

## Життєпис
Алла Романівна Верещагіна народилася 30 квітня 1939 в с. Великий Бобрик Краснопільського району Сумської області в родині відомого композитора і педагога Верещагіна Романа Івановича.  
Закінчила Київське музичне училище ім. Р. Глієра (1960) та Львівську консерваторію (1975; клас хорового диригування).  
Працювала викладачем музичних шкіл, педагогічного училища. В 1968–72 роках — методист Київського обласного Будинку художньої самодіяльності профспілок. В 1972–2003 роках працює у Національному центрі естетичного виховання дітей, учнівської та студентської молоді в Києві, де від 1988 р. — заступник  директора з творчих питань. Водночас викладала хорове диригування у Київському педагогічному інституті. 
Від 1993 р. — віцепрезидент Асоціації діячів музичної освіти й виховання при Всеукраїнській музичній спілці. 

## Творча діяльність
Авторка понад 40 підручників, посібників, науково-методичних та нотних видань з проблем музичного виховання дітей («Методика викладання музики на релятивній основі», 1976; «Методика роботи з вокальним ансамблем», 1978; «Музика. 1 клас: Навч. посіб.», 1987 (у співавт.); усі — Київ. 
Упорядкувала низку збірок українських народних пісень для дітей, дитячого хору. Брала участь в організації та проведенні всеукраїнських і міжнародних конкурсів, фестивалів, мистецьких акцій в Україні  (зокрема «Батьківські пороги», «Всі ми діти твої, Україно», «Таланти твої, Україно» та інших) та за кордоном (Латвія).

## Нагороди й відзнаки
- 1993 — Заслужений діяч мистецтв України.
- 1999 — Почесна грамота Верховної Ради України.
- 1982 — Медаль «У пам'ять 1500-річчя Києва».
- Медаль імені А.Макаренка.
- Медаль "Ветеран праці".